# 監督吸蜜鳥
監督吸蜜鳥（Moho bishopi），又名畢氏吸蜜鳥，是已滅絕的吸蜜鳥。羅思柴爾德（Lionel Walter Rothschild）為紀念畢效魄博物館的創始人畢效魄（Charles Reed Bishop）而命名此學名。

## 描述

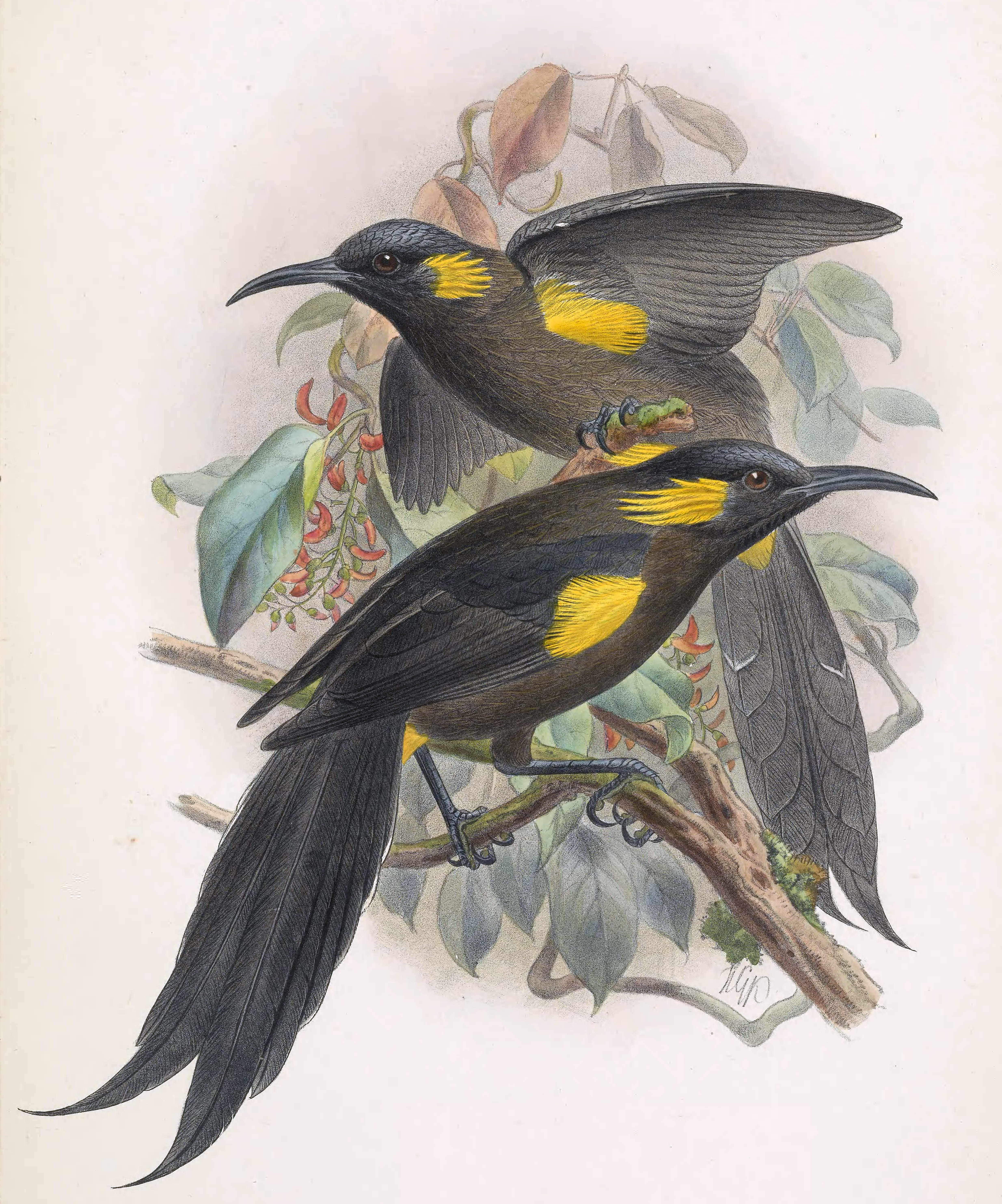
雄性及雌性的監督吸蜜鳥。

監督吸蜜鳥是於1892年由羅思柴爾德的鳥類收集者發現的。牠們長29厘米，尾巴長達10厘米。羽毛一般呈光澤黑色，面部、腋下及尾巴下有一簇黃色羽毛。牠們的叫聲可以傳至數哩以外。

## 分佈
監督吸蜜鳥是夏威夷摩洛凱島東部的特有種。牠們的亞化石骨頭是在茂宜島俄琳達約海拔4500米的地方發現。

## 生態
對於監督吸蜜鳥所知甚少，只知牠們是吃花蜜的，尤其是桔梗科的植物。

## 滅絕
監督吸蜜鳥的滅絕是因棲息環境被破壞，加上入侵物種的掠食及人類的獵殺所致，另外入侵的蚊亦帶來了鳥類的疾病。牠們最後於1904年被觀察到，但於1915年就已經不能尋得牠們的蹤影。於1981年，有指在茂宜島發現牠們，但卻得不到證實。

## 外部連結
- Fact Sheets Bishops Oo （页面存档备份，存于）